# Jurišni helikopter
Jurišni helikopter je vrsta vojaškega helikopterja, ki je namenjen za:
- Zračno podporo kopenskim silam,
- Protioklepno bojevanje,
- Protiletalsko in protihelikoptersko bojevanje.

Jurišni helikopterji uporabljajo širok arzenal orožja, ki lahko vsebuje:
- avtomatske topove,
- mitraljeze,
- nevodene rakete,
- vodene protitankovske rakete,
- protiletalske rakete,
- protiladijska orožja,
- bombe.

## Razvoj jurišnih helikopterjev
Začetki razvoja helikopterjev segajo v čas 2. svetovne vojne, ko se pojavijo prvi eksperimentalni modeli kot je bil ameriški Sikorsky R-4. Istočasno se pojavljajo prototipi počasnih letal, oboroženih z nevodenimi raketami. Kombinacija obeh je pripeljala do ideje jurišnega helikopterja.
Zgodnja 50-ta leta so prinesla povečano uporabo helikopterjev za transport vojakov in izvidniške dejavnosti. Ti nasledniki ameriškega medvojnega modela Sikorsky R-4 so bili oboroženi z obrambnim orožjem, ki jim je omogočalo omejeno možnost obrambe. Pionirja na tem področju sta bila ameriški Sikorsky H-34 in sovjetski Mil Mi-4. Vietnamska vojna je bliskovito povečala uporabo helikopterjev na čelu z ameriškim Bell UH-1 Iroquois in sovjetskim Mil Mi-8. Ta dva helikopterja sta bila zelo uspešna v vlogi transporta vojakov, toda pomanjkanje hitrosti in slab oklep sta onemogočala uporabo v visoko tveganih napadalnih akcijah. Različne države so takrat razdelile helikopterje glede na vlogo v vojskovanju ter začele z razvojem namenskih helikopterjev, od izvidniških do jurišnih.
Sčasoma je postala glavna naloga jurišnih helikopterjev protitankovsko bojevanje. Sposobnost hitrega premika ter presenečenja sta postavili jurišne helikopterje na prvo mesto tankovskih sovražnikov.